# ジョン・D・エシェルビー
ジョン・ダグラス・エシェルビー FRS（英語: John Douglas Eshelby、1916年12月21日 - 1981年12月10日）とは、マイクロメカニクスの研究者である。その研究は、不均一な固体中における欠陥の力学とマイクロメカニクスの分野を50年間に亘って形成し、塑性変形と破壊を支配するメカニズムの定量的解析の基礎を提供した。

## 生涯
エシェルビーはイングランドチェシャー州プディントンにおいて、イギリス陸軍大尉アラン・ダグラス・エシェルビーとフィービー・メイソン・ハッチソンの子として生を受けた。
彼はイーストボーン聖キプリアン校で学び、チャーターハウス・スクールへ進学する予定だったが、リウマチ熱を発症したため中等教育は自宅で受けた。
このとき、家族はサマセット州ファーリントン・ガーニーのマナー・ハウスに引っ越したが、ここではエシェルビーの家庭教師が村の校長と聖職者を務めていた。
彼は自宅学習を続けてブリストル大学物理学科に進学し、1937年には物理学で首席として表彰された。
その後、HWB スキナーとW サックスミスの研究室で、磁性と固体の軟X線スペクトルの研究に従事した。
第二次世界大戦中、エシェルビーは海軍本部で船舶の消磁について研究を行い、1940年5月4日にはイギリス空軍の技術部門に加わった。1941年2月から1942年6月にかけての彼の仕事は、沿岸軍団の開発部門において、ASVレーダーなどの航空機で使用する装置の性能評価に関するものであった。1942年8月から1943年2月までは76信号翼、1943年2月から1944年9月まではマルバーンでレーダー開発の業務に従事した。その後、彼は軍縮部門に異動になり、そして1945年9月に航空史部門に移った。1946年10月4日に空軍少佐としてイギリス空軍を去った。
大戦後、エシェルビーはブリストル大学に戻り、独学で弾性論を研究して博士論文"Stationary and moving dislocations"をまとめた。1950年にネヴィル・モットの下で博士号を取得した。1951年、エシェルビーはイリノイ大学アーバナ・シャンペーン校に研究員として移り、1953年にバーミンガム大学に講師として迎えられるまでの期間を過ごした。1964年まで、バーミンガム大学冶金学科で教鞭を取った。彼はこの期間中、点欠陥と転位について研究を行った。
そして、'transformation strains'の手法を開発、エシェルビー・インクルージョン問題を研究し、elastic singularitiesでの力の研究を行った 。
1964年、ネヴィル・モットの命を受けてケンブリッジ大学キャヴェンディッシュ研究所に異動し、1965年から1966年にかけてはチャーチル・カレッジのフェローとなる。そして、物質科学部の準教授（reader）としてシェフィールド大学に着任し、1971年に教授となった。
1974年3月には王立協会フェローに選任された。1977年にティモシェンコ・メダルを受賞した。
1981年に死去した。彼の名を冠したエシェルビー記念奨学金が設立された。
エシェルビー・インクルージョンという問題にその名を残す。これは、一様の歪み下にある一様な無限弾性体中の、楕円体型のサブドメインに関する問題である。2012年、Eshelby Mechanics Award for Young Facultyという賞が、彼を記念して創設された。

## 文献
- A Tentative Theory of Metallic Whisker Growth University of Illinois, Urbana, Illinois Received 4 June 1953 The American Physical Society
- Eshelby, J. D. (1951). “The Force on an Elastic Singularity”. Philosophical Transactions of the Royal Society A: Mathematical, Physical and Engineering Sciences 244 (877):  87–112. Bibcode: 1951RSPTA.244...87E. doi:10.1098/rsta.1951.0016.
- Eshelby, J. D. (1957). “The Determination of the Elastic Field of an Ellipsoidal Inclusion, and Related Problems”. Proceedings of the Royal Society of London 241 (1226):  376–396. Bibcode: 1957RSPSA.241..376E. doi:10.1098/rspa.1957.0133.
- Eshelby, J. D. (1959). “The Elastic Field Outside an Ellipsoidal Inclusion”. Proceedings of the Royal Society of London 252 (1271):  561–569. Bibcode: 1959RSPSA.252..561E. doi:10.1098/rspa.1959.0173.
- Collected Works of J. D. Eshelby, Mechanics of Defects and Inhomogeneities, Springer (2006), Xanthippi Markenscoff and Anurag Gupta (Eds.)  ISBN 1-4020-4416-X
- J. D. Eshelby, "The continuum theory of lattice defects," in: F. Seitz and D. Turnbull (eds.), Progress in Solid State Physics, Vol. 3, Academic Press, New York (1956), pp. 79–303.